# Barichneumon hispanator
Barichneumon hispanator là một loài tò vò trong họ Ichneumonidae.